# Долгая депрессия
Долгая депрессия (англ. Long Depression) — мировой экономический кризис, наиболее тяжело затронувший Европу и Соединённые Штаты Америки, которые после завершения Гражданской войны в США и благодаря Второй промышленной революции находились на этапе интенсивного экономического роста. До наступления депрессии 1930-х годов Долгая депрессия носила название Великой депрессии. Хотя период общей дефляции и низкого темпа экономического роста начался в 1873 году (и закончился около 1896 года), по своему значению он не сравним с исключительным «регрессом экономики [и] жесточайшим кризисом» во время более поздней Великой депрессии.
Считается, что Долгая депрессия больше всего проявилась в странах Западной Европы и Северной Америки, при этом немаловажно учитывать, что в то время именно в этих регионах были наиболее доступны достоверные экономические данные. Многие специалисты считают, что Великобритания была наиболее поражена Долгой депрессией — в это время уменьшился её значительный промышленный отрыв от стран континентальной Европы. Ранее была широко распространена точка зрения, что экономический кризис в Великобритании продолжался беспрерывно с 1873 года вплоть до 1896 года, и в некоторых источниках этот период называют Великой депрессией 1873—1896 годов (англ. Great Depression of 1873–96).
В США экономисты, как правило, называют Долгую депрессию Депрессией 1873—1879 годов (англ. Depression of 1873–79), её началом считают Панику 1873 года (англ. Panic of 1873), а концом Долгой депрессии в более широком понимании — Панику 1893 года (англ. Panic of 1893). В Национальном бюро экономических исследований (англ. National Bureau of Economic Research) считается, что спад экономической активности, последовавший за паникой, длился с октября 1873 года по март 1879 года. Это самый долгий период рецессии, зафиксированный бюро — 65 месяцев, что превышает длительность спада экономической активности во время Великой депрессии (43 месяца). После паники в экономике США наступил период быстрого роста — темпы роста в 1870-х и 1880-х годах являются самыми высокими за всю историю США.

## Предпосылки
Наиболее важными событиями в период до начала депрессии следует считать завершение нескольких крупномасштабных военных конфликтов и начало нового этапа экономического развития. После окончания Гражданской войны в США и кратковременной послевоенной рецессии (1865—1867 гг.) в Соединённых Штатах наступил период инвестиционного бума, в особенности в сфере строительства железных дорог на общественных землях запада страны. Финансирование проектов расширения железнодорожных сетей осуществлялось в значительной мере иностранными инвесторами.
В Европе завершение Франко-прусской войны привело к изменению политического строя в Германии, а репарации с Франции в размере 200 миллионов фунтов стерлингов вызвали в Германии и Центральной Европе инвестиционный бум, который стал причиной инфляции. В этот период активно внедрялись новые промышленные технологии, такие как бессемеровский конвертер, а также бурно развивалось железнодорожное сообщение.

## Причины кризиса
Паника 1873 г. считается «первым кризисом, проявившимся на международном уровне». Паника на Венской фондовой бирже в апреле 1873 г. возникла из-за того, что после достижения высшей точки инвестиционного бума в Центральной Европе инвесторы стали опасаться возникновения экономического пузыря. Паника началась 8 мая 1873 г., а 10 мая биржа была закрыта. Когда она открылась тремя днями позднее, казалось, что паника утихла и не распространилась за пределы Австро-Венгерской империи . Только многие месяцы спустя в Чёрный четверг, 18 сентября 1873 г. финансовая паника достигла Америки. Её причиной стал крах банка «Джей Кук энд ко́мпани» (Jay Cooke and Company), вызванный инвестициями в компанию «Северо-тихоокеанская железная дорога» (Northern Pacific Railway). Эта компания получила в своё распоряжение 160 тысяч км2 общественных земель на западе США и «Джей Кук энд компани» выпустил облигации для финансирования проекта строительства железной дороги в размере 100 млн долларов. Банк потерпел банкротство, когда оказалось, что выпущенные облигации не находят сбыта; за ним последовало несколько других крупных банков. 20 сентября 1873 г. Нью-Йоркская фондовая биржа закрылась на 10 дней.
Затем по принципу домино на Венской фондовой бирже произошла повторная паника, а ряд компаний в континентальной Европе потерпел банкротство, после чего реакция остановилась. Первоначально Франция и Великобритания не были затронуты финансовым кризисом благодаря тому, что в предшествовавшие годы в этих странах наблюдалась дефляция.
Некоторые специалисты утверждают, что причиной Долгой депрессии была Франко-прусская война, которая нанесла удар по экономике Франции и по окончании которой Франция согласно условиям Франкфуртского мирного договора (Франкфуртский мир) была вынуждена выплачивать значительные репарации Германии. В США главной причиной ценовой депрессии была жёсткая монетарная политика, которую правительство США применяло, чтобы после завершения Гражданской войны вернуться к золотому стандарту. Для достижения этой цели правительство изымало деньги из обращения, соответственно, доступная для торговых операций денежная масса уменьшалась. Также эта политика привела к падению цены серебра, что вызвало значительное сокращение номинальной стоимости активов. Согласно большинству источников, после 1879 г. объёмы производства в США продолжали расти; соответственно, повышение производительности производства, увеличение объёмов торговли и интенсивности конкуренции оказывали дальнейшее понижательное давление на цены.
В США до начала депрессии финансирование носило спекулятивный характер, в частности из-за выпуска государственных банковских билетов для финансирования Гражданской войны и крупномасштабного изготовления фальшивых денег в здании компании «Объединённая тихоокеанская железная дорога» (англ. Union Pacific) вплоть до 1869 г.; кульминацией периода стал скандал, в который были вовлечены компания «Креди́т мобилье́ ов Аме́рика» (англ. Crédit Mobilier of America) и «Объединённая тихоокеанская железная дорога». В 1873 г. бум в сфере строительства железных дорог и слабая рыночная конъюнктура привели к обвалу рынка, который привёл к банкротству как «Объединённой тихоокеанской железной дороги», так и «Северо-тихоокеанской железной дороги». Также крах в сфере строительства железных дорог произошёл в Великобритании, где он положил конец периоду «железнодорожной мании».
После паники 1873 г. многие правительства предпочли отказаться от привязки валюты к золоту, чтобы сократить денежные потери. Этому безусловно способствовало изъятие из обращения серебряных монет правительствами европейских и североамериканских стран в начале 1870-х гг. Закон о чеканке монет, принятый в США в 1873 г., был неблагоприятно встречен как фермерами, так и владельцами серебряных рудников, так как считалось, что использование серебряных монет было более выгодным жителям сельской местности, а не банкам в больших городах. Кроме того, некоторые американцы выступали за то, чтобы правительство продолжало выпускать валюту, не обеспеченную золотом (банковские билеты), для стимулирования экспорта и предотвращения дефляции. Западные штаты-крупные производители серебра, в которых существовали работающие серебряные рудники, например Невада, Колорадо и Айдахо, резко выступили против нового закона, а рудники на некоторое время пришли в упадок. В 1890 г. правительство США вновь стало закупать серебро, что было законодательно закреплено законом Шермана о закупках серебра (англ. Sherman Silver Purchase Act).
Сторонники доктрины монетаризма считают, что депрессия 1873 г. была вызвана дефицитом золота, подорвавшим золотой стандарт, и что Калифорнийская золотая лихорадка в 1848 г., золотая лихорадка в Витватерсранде в Южной Африке в 1886 г., и золотая лихорадка на Клондайке в 1898—1899 гг. способствовали облегчению последовавших кризисов. Другие аналитики на основе теории циклов Кондратьева утверждают, что в период после Второй промышленной революции повышательная фаза развития привела к значительным изменениям в экономике многих стран, которые вызвали появление переходных издержек, возможно, способствовавшее депрессии.

## Течение депрессии
Как и Великая депрессия XX в., Долгая депрессия проявилась в разных странах в разное время и с разной интенсивностью, и в некоторых странах были отмечены отдельные периоды быстрого роста экономики. Тем не менее, в общем 1870—1890 гг. были временем падения уровня цен, а темпы экономического роста оставались существенно ниже, чем в периоды до и после депрессии.
Между 1870 и 1890 г. объём производства железа в пяти ведущих странах-производителях вырос более чем в два раза, с 11 до 23 млн тонн, объём производства стали вырос более чем в 20 раз (с 0,5 млн до 11 млн тонн), а строительство железных дорог было наиболее интенсивным. В то же время на некоторых рынках цены значительно упали — цена зерна в 1894 г. составляла всего треть от цены 1867 г., а цена хлопка упала почти на 50 % всего за пять лет (с 1872 по 1877 г.), что привело к возникновению значительных финансовых затруднений у сельскохозяйственных работников. Резкое снижение цен заставило ряд стран, например, Францию, Германию и США, прибегнуть к протекционистским мерам, и вызвало массовую эмиграцию из других стран, таких как Италия, Испания, Австро-Венгрия и Россия. Аналогично, в то время как объём производства железа между 1870 и 1890 гг. вырос вдвое, цена железа упала в 2 раза.
Во многих странах темпы экономического роста были значительно ниже, чем как после депрессии, так и до неё:
|                           | 1850-е-1873 | 1873—1890 | 1890—1913 |
| ------------------------- | ----------- | --------- | --------- |
| Германия                  | 4.3         | 2.9       | 4.1       |
| Великобритания            | 3.0         | 1.7       | 2.0       |
| Соединённые Штаты Америки | 6.2         | 4.7       | 5.3       |
| Франция                   | 1.7         | 1.3       | 2.5       |
| Италия                    |             | 0.9       | 3.0       |
| Швеция                    |             | 3.1       | 3.5       |

|                | 1830 | 1840 | 1850 | 1860 | 1870 | 1880 | 1890 |
| -------------- | ---- | ---- | ---- | ---- | ---- | ---- | ---- |
| Россия         | 10.5 | 11.2 | 12.7 | 14.4 | 22.9 | 23.2 | 21.1 |
| Франция        | 8.5  | 10.3 | 11.8 | 13.3 | 16.8 | 17.3 | 19.7 |
| Великобритания | 8.2  | 10.4 | 12.5 | 16.0 | 19.6 | 23.5 | 29.4 |
| Германия       | 7.2  | 8.3  | 10.3 | 12.7 | 16.6 | 19.9 | 26.4 |
| Австро-Венгрия | 7.2  | 8.3  | 9.1  | 9.9  | 11.3 | 12.2 | 15.3 |
| Италия         | 5.5  | 5.9  | 6.6  | 7.4  | 8.2  | 8.7  | 9.4  |

### Австро-Венгрия
Первым проявлением мирового кризиса стал биржевой крах на Венской фондовой бирже в мае 1873 г.. В Венгрии Паника 1873 г. привела к завершению чрезмерного строительства железных дорог.

### Франция
Положение Франции во время кризиса было уникальным: страна ещё до 1873 года находилась в тяжёлом положении из-за выплаты Германии репараций в размере 200 млн фунтов стерлингов после поражения во Франко-прусской войне. В период выплаты репараций правительство Франции предумышленно преследовало политику дефляции.
В то время как в 1880-х годах в США на время возобновился экономический рост, биржевой крах на Парижской фондовой бирже 1882 года привёл к началу депрессии, которая «длилась дольше и стоила Франции больше, чем любая другая депрессия XIX в.». В том же 1882 году обанкротился французский банк «Юньо́н женера́ль» (фр. Union Générale), что вызвало обвал котировок французских ценных бумаг и привело к изъятию французами трёх миллионов фунтов стерлингов из Банка Англии.
Финансовый кризис во Франции был отягощён эпидемиями, затронувшими виноделие и шёлковую промышленность. Накопление капитала и зарубежные инвестиции были на самом низком уровне за последнюю половину XIX века. Хотя новые инвестиционные банки бурно развивались после окончания франко-прусской войны, кризис остановил развитие банковской отрасли, которая восстановилась только в начале XX века. Дополнительный удар финансовому сектору нанесли неудачные инвестиции за рубежом, главным образом в железные дороги. Размер чистого национального продукта Франции уменьшался на протяжении 10 лет с 1882 по 1892 год.

### Италия
После 1887 г. между Францией и Италией началась десятилетняя таможенная война, осложнившая франко-итальянские отношения, которые во время объединения Италии процветали. Поскольку Франция была самым крупным заграничным инвестором, особенно тяжело на экономику Италии повлияла ликвидация французских активов.

### Россия
В России, как и в США, Долгая депрессия проявилась как три отдельных рецессии (1874—1877 гг., 1881—1886 гг. и 1891—1892 гг.), которые в большей степени затронули финансовую сферу и производство (относительно низкие урожаи зерновых в сельском хозяйстве в в 1875-76, 1879-80, 1885 и 1889 годы отрицательно сказывались на колебании курса рубля, положении крестьянских хозяйств и малого бизнеса, однако не вызывали последствий таких масштабов, как большой неурожай 1891 г.), и в промежуток между которыми экономика восстанавливалась. 

### Великобритания
Хотя в Великобритании начиная с 1820-х гг. финансовые кризисы случались каждое десятилетие, Долгая депрессия не оказала значительного негативного воздействия на экономику страны, несмотря на то, что Банк Англии в 1870-х гг. сохранял высокую процентную ставку — до 9 процентов.
В 1879 г. из-за реформы земельного закона Ирландии в 1870 г. (англ. Irish Land Act 1870), голода 1879 г. (англ. Irish famine of 1879), падения цен на сельскохозяйственную продукцию и высокой арендной платы тысячи ирландских фермеров-арендаторов начали борьбу за землю (англ. Land War) Земельную войну, в результате которой была проведена реформа Ирландских земельных законов (англ. Irish Land Acts).

### США
В США началом Долгой депрессии стала Паника 1873 г. По данным Национального бюро экономических исследований, последовавший за паникой спад экономической активности длился с октября 1873 г. по март 1879 г. Это самый долгий период рецессии, зафиксированный Бюро — 65 месяцев; длительность спада экономической активности во время Великой депрессии составила 43 месяца. Данные, приведённые Милтоном Фридманом (Milton Friedman) и Анной Шварц (Anna Schwartz), показывают, что чистый национальный продукт (ЧНП) рос с 1869 по 1879 г. на 3 % ежегодно, и что в этот период реальный национальный продукт рос на 6,8 % в год. Тем не менее, из-за того что между 1869 и 1879 г. население США выросло более чем на 17,5 % , рост ЧНП на душу населения был меньше. Экономическая ситуация в США останется нестабильной: с 1879 г. по январь 1901 г. рецессия наблюдалась в 114 из 253 месяцев.
Резкое изменение цен оказало крайне неблагоприятное воздействие на размер номинальной заработной платы: в 1870-е гг. номинальная заработная плата в США уменьшилась на четверть, а в некоторых штатах, например, в Пенсильвании, номинальная заработная плата упала в два раза. Хотя реальная заработная плата в период после окончания Гражданской войны в США росла устойчивыми темпами (почти на четверть между 1865 и 1873 г.), она оставалась на прежнем уровне до 1880-х гг.; стабильный рост реальной заработной платы возобновился в конце 1880-х. Резкое падение цен на хлопок нанесло тяжёлый удар разорённой Гражданской войной экономике Юга США. Однако несмотря на значительное падение цен на сельскохозяйственную продукцию, производство в данной отрасли продолжало расти.
Тысячи американских компаний потерпели банкротство, сумма невыполненных обязательств составила более чем миллиард долларов. В Нью-Йорке зимой 1873—1874 г. безработным был один из четырёх рабочих, а во всей стране количество безработных составило около миллиона человек.
Обрабатывающая промышленность, строительная и железнодорожная отрасли потерпели наиболее значительное сокращение производства. Железнодорожная отрасль до наступления кризиса была одним из ключевых секторов, обеспечивающих рост экономики США — за 1867—1873 гг. протяжённость железных линий выросла на 50 %, а сумма капитальных инвестиций в эту отрасль составляла 20 % от суммарных инвестиций в США. В 1873 г. развитие отрасли резко остановилось: между 1873 и 1878 г. увеличение протяжённости железнодорожных линий было минимальным.
Сберегательный банк «Фри́дмэнз сэ́йвингс бэнк» (Freedman’s Savings Bank), созданный в 1865 г. для улучшения экономического благосостояния невольников, получивших свободу после Гражданской войны (англ. freedman), является типичным примером компании, ставшей жертвой финансового кризиса. В начале 1870-х гг. руководство банка решило участвовать в рыночных спекуляциях и инвестировало средства в недвижимость и необеспеченные займы железнодорожных компаний. Банкротство банка в 1874 г. нанесло серьёзный удар по финансовому положению афроамериканских инвесторов.
Рецессия также нанесла тяжёлый удар политической репутации президента США Улисса Гранта (Ulysses S. Grant). Вот что историк Алан Невинс (Allan Nevins) пишет о конце срока его пребывания на посту президента:

«Многие правительства завершали свою работу в атмосфере поражения и уныния,… но ни одно не было настолько бездейственным и не страдало такой полной утратой доверия во всех сферах внутренних дел, как правительство Гранта. У президента не было ни политического курса, ни народной поддержки. При вынужденном изменении состава правительства он стал мишенью яростных нападок реформаторов и экспертов: половина состава была абсолютно не пригодной для должностей, некоторые в прошлом утратили общественное доверие, а репутация одного из членов правительства была подорвана. Настроение среди служащих министерств было в большей степени подавленным. В предвыборной агитации партии негласно подразумевалось, что при победе в выборах состав кабинета будет полной противоположностью существующего. В год столетия независимости США, в год глубочайшей экономической депрессии, Америка потеряла своего лидера».
Экономика начала восстанавливаться в 1878 г. Протяжённость проложенных железнодорожных путей выросла с 4 289 км в 1878 г. до 18 619 км в 1882 г.. В строительной отрасли оживление началось в 1879 г.: стоимость разрешений на строительство выросла в 2,5 раза между 1878 и 1883 г.; в то же время безработица упала до уровня 2,5 %, несмотря на высокую иммиграцию.
Тем не менее, экономический подъём длился недолго. Размер прибыли предприятий резко упал между 1882 и 1884 г., в железнодорожной отрасли период оживления также сменился падением показателей: если в 1882 г. было проложено 18 619 км путей, то в 1885 — всего 4 612 км, а цена стальных рельсов обрушилась с 71 доллара за тонну в 1880 до 20 долларов за тонну в 1884 г.. Так же была затронута обрабатывающая промышленность — производство товаров длительного потребления вновь упало на четверть. Спад перерос в финансовый кризис, когда в 1883—1884 гг. иностранные инвесторы, опасаясь того, что правительство США откажется от золотого стандарта, избавились от американских ценных бумаг общей стоимостью в десятки миллионов долларов, после чего в 1884 г. многие нью-йоркские банки потерпели банкротство. Финансовая паника привела к краху одиннадцати банков в Нью-Йорке, сотням банкротств банков штатов и невыполнению денежных обязательств на сумму в не менее 32 млн долларов США. Безработица, находившаяся на уровне 2,5 % в период между рецессиями, резко увеличилась до 7,5 % в 1884—1885 гг., а в Северо-Восточных штатах — до 13 %. В то же время в ответ на ухудшение положения на рынке труда значительно уменьшился приток иммигрантов.
Вторая волна рецессии привела к дальнейшему падению цен на сельскохозяйственную продукцию: в 1885 г. в Канзасе фермеры использовали свой урожай кукурузы в качестве топлива, так как её цена упала ниже цен на уголь и древесину. Новая стадия восстановления экономики наступила в 1885 г..

## Реакции на кризис

### Протекционизм
Период, предшествовавший Долгой депрессии, отличался растущим экономическим интернационализмом, которому способствовали инициативы, подобные Латинскому монетному союзу. Многие из этих инициатив были свёрнуты или приостановлены в условиях неопределённого экономического положения. Многие страны отреагировали введением тарифов на чрезвычайное падение цен на сельскохозяйственную продукцию. Так, во Франции президент Адольф Тьер (Adolphe Thiers) отказался от политики свободной торговли периода Второй империи, и ввёл в новообразованной Третьей республике режим протекционизма, кульминацией которого стало введение высоких тарифов Мелина в 1892 г.. В Германии Бисмарка представителям юнкеров, дворян-землевладельцев, затронутых импортом дешёвого зерна, удалось добиться введения протекционистских тарифов в 1879 г., несмотря на протесты Национал-либеральной партии. В 1887 г. между Италией и Францией началась ожесточённая таможенная война. В США протекционистская платформа позволила Бенджамину Гаррисону (Benjamin Harrison) выиграть президентские выборы в США 1888 г..
Поскольку большинство крупных стран-участников мировой торговли применяли политику протекционизма, в период 1870—1890 гг., размер общемирового торгового флота изменился лишь незначительно. В последующий период экономического роста, продолжавшийся до начала Первой мировой войны, грузоподъёмность торговых судов выросла почти в два раза. Из экономически развитых стран только Великобритания и Нидерланды продолжали придерживаться политики низких тарифов.

### Изменение кредитно-денежной политики
В 1874 г., через год после паники 1873 г., для предотвращения падения цен конгресс США принял закон об инфляции 1874 г. (англ. Inflation Bill of 1874), который должен был стимулировать экономику за счёт увеличения суммы денег в обращении путём эмиссии новых банкнот. Под давлением со стороны представителей деловых кругов президент Грант (Ulysses S. Grant) наложил вето на законопроект. В 1878 г. конгресс США преодолел вето президента Хейса и принял закон Шермана о закупках серебра (англ. Sherman Silver Purchase Act), который позволил добиться обесценивания денег.

### Рабочие беспорядки
В 1877 г. в США состоялась первая национальная забастовка — Великая железнодорожная забастовка 1877 г..

### Новый империализм
Долгая депрессия способствовала возрождению колониализма, что привело к началу периода нового империализма, во время которого западные страны искали новые рынки сбыта. Символом этого времени стала т. н. гонка за Африку. Как указано в книге Ханны Арендт (Hannah Arendt), «Истоки тоталитаризма» (1951 г.), за «неограниченной экспансией капитала» последовала «неограниченная экспансия влияния».
В США с 1878—1879 гг. улучшение рыночной конъюнктуры проявлялось в области железнодорожного строительства: западные железные дороги расширялись, перестраивались и повторно финансировались, одновременно шла раздача ресурсов, ранее находившихся на территории индейских резерваций, таких как вода, древесина, рыба и минеральные ресурсы. Разумеется, это вызвало промышленный и экономический рост, а также процветание баронов-разбойников, что привело к началу т. н. «позолоченного века» (1880—1890 гг.). Немногочисленные богачи наслаждались этим периодом до повторного крупного краха рынка в 1893 г.

## Восстановление экономики
Бюро экономического анализа США указывает март 1879 г. как конец Долгой депрессии. В 1879 г. правительство США вернулось к золотому стандарту, от которого отказались в период Гражданской войны. Экономист Рендигс Фелс (Rendigs Fels) утверждает, что благодаря введению золотого стандарта стало возможным остановить дефляцию, а особенно хороший урожай 1879 г. способствовал восстановлению экономики. В настоящее время большинство экономистов не поддерживает теории, согласно которой рецессия длилась с 1873 по 1896 или даже 1897 г., некоторые даже утверждают, что экономический спад остановился уже в 1875 г.. На самом деле с 1869 по 1879 г. экономика США росла: реальный чистый национальный продукт (ЧНП) увеличился на 6,8 %, а реальный ЧНП на душу населения — на 4,5 %. Реальная заработная плата с 1869 по 1879 г. оставалась на том же уровне, в то время как номинальная заработная плата выросла на 23 %, а цены упали на 4,2 %.

## Реальный рост и прибыль во время депрессии
Мюррей Ротбард (Murray Rothbard) о Долгой депрессии:

«Консервативные историки экономики уже давно выражают сомнения в действительности „великой депрессии“, которая якобы поразила США после паники 1873 г. и длилась небывалые шесть лет вплоть до 1879 г. Предполагается, что в большей степени эта стагнация была результатом сокращения денежной массы, что привело в возобновлению размена бумажных денег на металл в 1879 г. Но при какой же „депрессии“ возможен такой необычайный рост промышленности, строительства железных дорог, производства, чистого национального продукта, или реального дохода на душу населения? Как признают Фридман и Шварц, за десятилетие 1869—1879 гг. величина национального продукта в денежном выражении росла на 3 % в год, а реального национального продукта — на исключительные 6,8 % ежегодно, при этом величина реального продукта на душу населения росла на выдающиеся 4,5 % в год. Также не наблюдалось и приписываемого этому периоду „сокращения денежной массы“ — объём денежной массы в обращении увеличивался на 2,7 % в ежегодно. С 1873 по 1878 г. общий объём денег в банковском обороте увеличился с 1 964 млрд до 2 221 млрд долларов США, после чего наступил еще один период значительного роста денежной массы. В 1873—1878 гг. объём денег в банковском обороте вырос на 13,1 %, или на 2,6 % в год, что является небольшим, но вполне определенным ростом, и ни в коем случае не сокращением. Таким образом, очевидно, что „великая депрессия“ 1870-х гг. является мифом, основанным на неправильной интерпретации резкого падения общего уровня цен в тот период. И в самом деле, цены падали с конца Гражданской войны по 1879 г. По оценкам Фридмана и Шварц, общий уровень цен падал на 3,8 % в год с 1869 по 1879 г. К сожалению, большинство историков и экономистов были приучены считать, что постоянное резкое падение цен должно привести к депрессии — именно поэтому очевидное процветание и рост экономики в этот период вызывают у них изумление. Они не учитывают того, что при естественном развитии событий в условиях капитализма свободный рынок, если только агенты правительства и банковской системы не увеличат объём денежной массы в кратчайшие сроки, отреагирует настолько значительным увеличением производства и экономическим ростом, что дополнительная денежная масса будет поглощена, а цены упадут. Результатом станет не экономическая стагнация или депрессия, а процветание (поскольку затраты также падают), экономический рост и улучшение качества жизни всех потребителей».

## Интерпретации причин депрессии
Ирвинг Фишер (Irving Fisher) считал, что Панику 1873 г. и интенсивность последующего снижения деловой активности можно объяснить теорией долговой дефляции (англ. debt deflation). Фишер считал, что финансовая паника повлечёт за собой попытки предприятий снизить долги и увеличить капитальные резервы за счёт быстрой продажи активов. Массовые продажи приведут к резкому падению цен на активы и к дефляции, что заставит финансовые учреждения продавать дополнительные активы, и в свою очередь усилит дефляцию и вызовет деформацию отношения капитала к активам. По мнению Фишера, кризис был бы менее тяжёлым, если бы в правительстве или в частном секторе были предприняты попытки возобновить инфляцию.
В 1890 году Дэвид Эймс Уэллс (David Ames Wells) описал технологический прогресс в период 1870—1890-х, в том числе во время Долгой депрессии, а также изменения мировой экономики в начале Второй промышленной революции, в частности, увеличение объёма перевозок пароходами в три раза, распространение железных дорог, а также последствия внедрения международной телеграфной сети и открытия Суэцкого канала . Уэллс приводит многочисленные примеры увеличения производительности в различных отраслях промышленности и рассматривает проблемы наличия неиспользуемых производственных мощностей и насыщения рынка.
В вводном предложении Уэллс замечает: «Экономические изменения, которые мы наблюдали в последнюю четверть века, или в период жизни настоящего поколения, были, вне всяких сомнений, самыми значительными и разнообразными, чем в любой другой период времени за всю историю человечества».
Среди других изменений, отмеченных Уэллсом, уменьшение значения складского размещения и инвентаризации, устранение посредников, появление экономии от масштаба, уменьшение спроса на работу ремесленников и вытеснение сельскохозяйственных рабочих. О периоде 1870—1890-х Уэллс замечает: «Некоторые из этих перемен были разрушительными для отдельных отраслей, и все произошедшие перемены неминуемо вызвали, а некоторые ещё долгое время будут продолжать вызывать, большие потрясения в отраслях, использующих устаревшие методы, а также приводить к потере капиталов и смене профессий. И все же во всем мире продолжают задумываться о том, почему торговля и промышленность в последние годы повсеместно находились в тяжелейшем положении и упадке. Это остаётся непонятным несмотря на то, что комиссии многих великих государств исследуют данный вопрос».
Уэллс отмечает, что во многих странах комиссии смогли выделить ряд причин «депрессии цен» (дефляции), среди которых дефицит золота и серебра. Кроме того, Уэллс доказал, что объём денежной массы в обращении в период дефляции вырос, а стоимость товаров упала только в тех отраслях, которые пользовались более современными методами производства и перевозки. Стоимость товаров, произведённых ремесленниками, не уменьшилась, как и стоимость многих услуг, а стоимость рабочей силы выросла. Кроме того, в странах, в которых не было современных методов производства, перевозки и средств коммуникации, не было и дефляции.